# Izarn de Barrière
Izarn de Barrière (né à Montpellier, mort le 19 avril 1498), est un ecclésiastique qui fut évêque de Maguelone de 1490 à 1498.

## Biographie
Izarn de Barrière naît à Montpellier. Il est issu d'une famille qui détenait la seigneurie de Poussan. Après la mort de l’évêque Jean de Bonald, le chapitre de chanoines se réunit et il est élu avec l'approbation de François Hallé l'archevêque de Narbonne qui le consacre à Béziers.
Dès le 6 septembre 1488, il accorde des indulgences aux fidèles pour leurs aumônes à l'autel Sainte-Croix et du Saint-Sépulture de la chapelle Notre-Dame du Charnier. Toutefois c'est seulement après la mort de Guillaume Leroy de Chavigny qu'il est reconnu en 1490 par le pape Innocent VIII et par le Parlement de Toulouse qui affectaient jusqu'alors de le considérer comme un évêque auxiliaire.
En 1495 il est chargé par Alexandre VI de constater l'authenticité des reliques de saint Antoine à l'abbaye de Montmajour, ce dont il établit le procès-verbal le 14 février. Le 16 novembre suivant, il érige en collégiale l'église Saint-Anne. Il meurt le 19 avril 1498 à un âge avancé et il est inhumé près du maître-autel de la cathédrale de Maguelone.